# Macrocalamus vogeli
Espèce
Statut de conservation UICN

 LC  : Préoccupation mineure
Macrocalamus vogeli  est une espèce de serpents de la famille des Colubridae.

## Répartition
Cette espèce est endémique du Pahang en Malaisie péninsulaire.

## Description
L'holotype de Macrocalamus vogeli, un mâle, mesure 192 mm dont  29 mm pour la queue.

## Étymologie
Cette espèce est nommée en l'honneur de Gernot Vogel.

## Publication originale
- David & Pauwels, 2005 : A re-evaluation of the taxonomy of Macrocalamus lateralis Günther, 1864 (Serpentes: Colubridae), with the descriptions of two new species. Raffles Bulletin of Zoology, vol. 52, n. 2, p. 635-645 (texte intégral).